# Rentamt

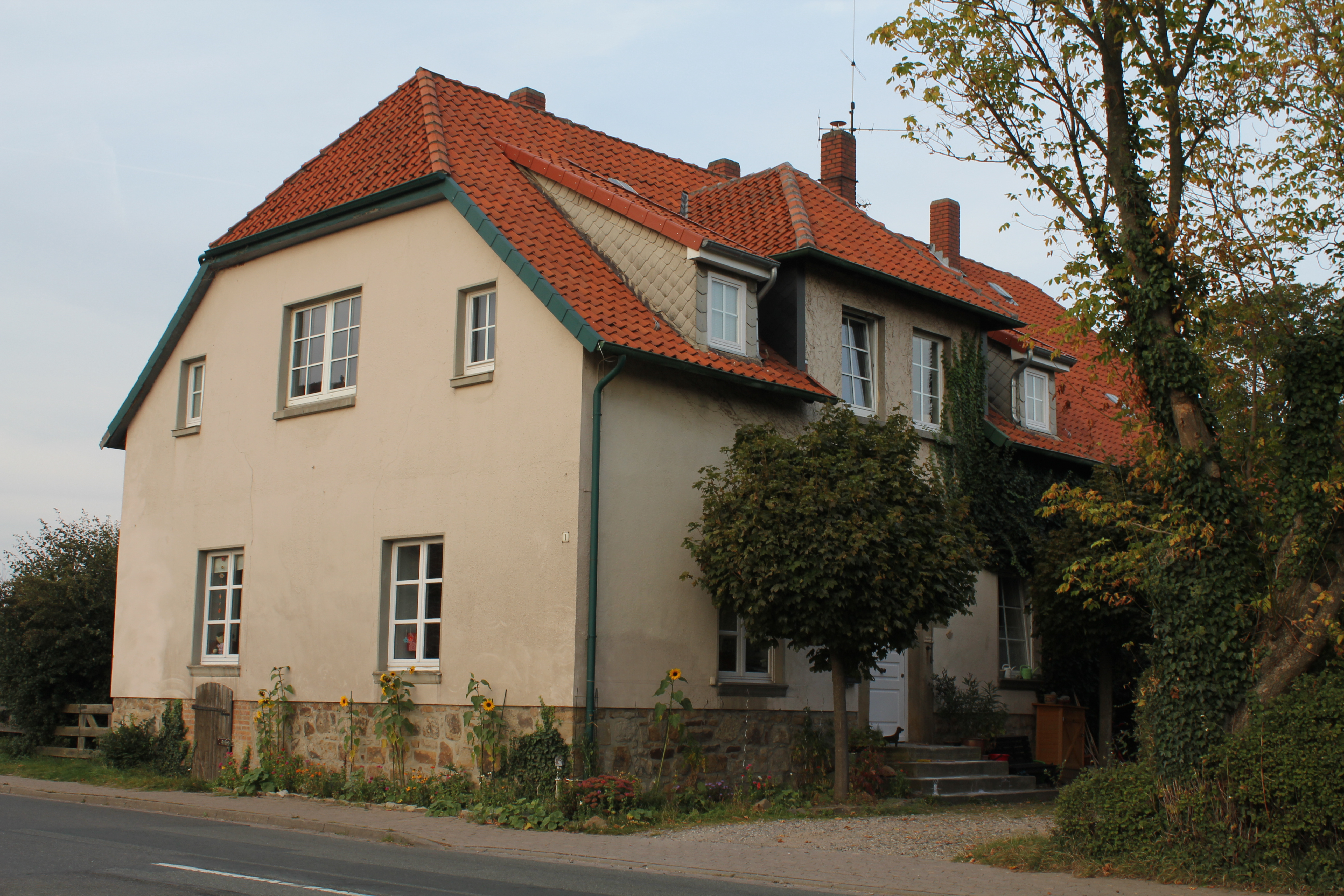
Rentei Bredenbeck, Deister

Rentamt, auch Renterei oder Rentei, ist der Begriff, der seit dem Spätmittelalter für die Behörde der landesherrlichen oder kirchlichen Finanzverwaltung (hauptsächlich Einkünfte aus Domänen) unter der Leitung eines Rentmeisters oder Rentamtmanns stand. Später bezeichnete „Rentamt“ eine Behörde zur Verwaltung der grundherrschaftlichen Einnahmen oder auch zur Finanzverwaltung an einigen Universitäten. Im Herzogtum Bayern führten bis 1802 auch die Regierungen der fünf Landesteile die Bezeichnung Rentamt. Ein Oberrentmeister war Beamter mit leitenden Funktionen im Rechnungs- und Finanzwesen; ein Landrentmeister war oberster Finanzbeamter und Verwalter der Landesfinanzen.

## Rentamt in Bayern bis 1802

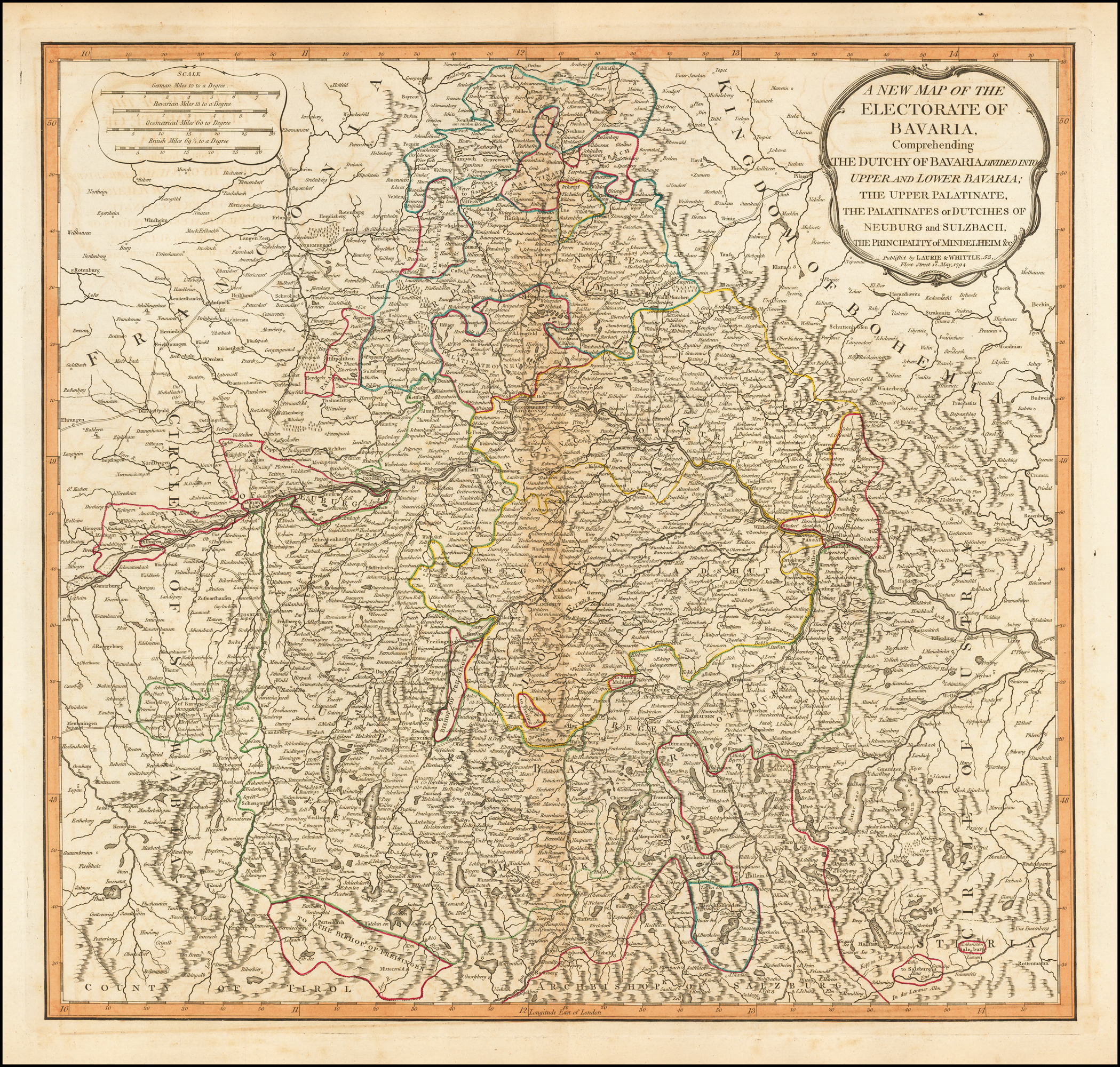
Kurfürstentum Bayern 1794. Zeitgenössische Karte mit den Rentämtern (Regencies) und den Fürstentümern Neuburg, Sulzbach und Mindelheim

In Bayern, wo der Begriff besonders lange verwendet wurde, gingen die Rentämter als Verwaltungsbehörden aus den früheren Kastenämtern hervor, die der Verwaltung der landesherrlichen Kammergüter dienten. Auch die Vitztumsämter wurden 1507 im Zuge einer großen Verwaltungsreform nach dem Landshuter Erbfolgekrieg (1504/05) in Rentämter umgewandelt, die in Bayern neben der Finanzverwaltung dann auch für juristische, administrative und militärische Aufgaben zuständig waren. So waren die Rentämter beispielsweise die Mittelbehörden zwischen den Landgerichten der unteren Ebene und den Zentralbehörden in der jeweiligen Hauptstadt. Diese waren neben München noch die ehemaligen Residenzen der Teilherzogtümer Straubing und Landshut sowie Burghausen. Später kam mit dem Gewinn der Oberpfälzer Gebiete im Westfälischen Frieden noch Amberg hinzu.
Dagegen wurde Ingolstadt zur Landesfestung und Universitätsstadt. Eine Besonderheit war der Ingolstädter Gezirk, ein eigener Verwaltungsbezirk im Norden des Rentamts München, der eine eigene landständische Vertretung der Städte und Märkte in diesem Bereich ermöglichte.
Die Funktion der fünf Rentämter als Mittelbehörden endete 1802.

## Rentämter in Bayern von 1802 bis 1919
Zeitgleich mit der Auflösung der fünf Rentämter ließ Minister Montgelas im Zuge seiner umfassenden Verwaltungsreformen 1802 Finanzbehörden bei den jeweiligen Landgerichten einrichten, die ebenfalls Rentämter hießen. Sie wurden die von jeweils einem Rentbeamten (später: Rentamtmann) geleitet und gehörten zur unteren Verwaltungsebene. Als mittlere Ebene war bei den Kreisregierungen (seit 1817 waren dies acht, siehe Verwaltungsgliederung Bayerns) jeweils eine Kammer der Finanzen eingerichtet. 1875 gab es 218 Rentämter, die den acht Kreisregierungen (Oberbayern, Niederbayern, Pfalz, Oberpfalz und Regensburg, Oberfranken, Mittelfranken, Unterfranken und Aschaffenburg sowie Schwaben und Neuburg) unterstanden.
Nach dem Ersten Weltkrieg wurden aus den Rentämtern im Königreich Bayern im Zuge der Einführung der Reichsfinanzverwaltung 1919 die Finanzämter als Reichsbehörden.